# Euxoa erubescens
Euxoa erubescens är en fjärilsart som beskrevs av Franz Dannehl 1929. Euxoa erubescens ingår i släktet Euxoa och familjen nattflyn. Inga underarter finns listade i Catalogue of Life.